# Theganopteryx ituriensis
Theganopteryx ituriensis är en kackerlacksart som beskrevs av Rehn, J. A. G. 1926. Theganopteryx ituriensis ingår i släktet Theganopteryx och familjen småkackerlackor. Inga underarter finns listade i Catalogue of Life.